# Run Run Run (High and Mighty Color)
RUN☆RUN☆RUN è il quarto singolo degli High and Mighty Color, il terzo estratto dall'album G∞VER. È stato pubblicato il 22 giugno 2005.

## Descrizione
È molto più pop rispetto ai singoli precedenti, ed è stato descritto dalla band nel loro sito ufficiale come "una canzone per l'estate". RUN☆RUN☆RUN è stata utilizzata in uno spot pubblicitario per il Lotte Chewing Gum "Pure White Citrus".
La title track venne successivamente inserita nella compilation 10 Color Singles.

## Lista tracce
Testi e musiche degli High and Mighty Color.
1. RUN☆RUN☆RUN – 4:21
2. Hopelessness – 4:41
3. RUN☆RUN☆RUN (Instrumental) – 4:20

## Formazione
- Mākii – voce
- Yūsuke – seconda voce
- Kazuto – chitarra solista
- MEG – chitarra ritmica
- Mai Hoshimura – tastiere
- Mackaz – basso
- SASSY – batteria